# Joan Ferrando Fenoll
Joan Ferrando Fenoll (Barcelona, 2 de gener de 1981) és un comentarista esportiu i entrenador de futbol català. Actualment dirigeix l'equip FC Goa de la Superlliga de l'Índia.

## Trajectòria esportiva
Després de diverses lesions com a futbolista, als 18 anys es va estrenar com a entrenador en el Club Esportiu Europa. Apassionat del futbol, tot i treballar amb esportistes de diferents àmbits la seva carrera professional s'ha centrat en l'esport de la pilota. Ha passat per l'escola del RCD Espanyol, on va ser coordinador de campus i metodològic (de fitness, futbol tàctic i tècnic); va fer el 'Pràcticum' al FC Barcelona B; i va entrenar en categories inferiors el RICOH Premià, el Terrassa FC i el CE L'Hospitalet, amb el qual va assolir la Divisió d'Honor.
La temporada 2012/2013 va formar part del cos tècnic del Màlaga CF com a entrenador de juvenils, guanyant la Lliga Nacional Grup X quan encara quedaven 6 partits per a la finalització de temporada i com a equip més golejador i menys golejat d'aquesta categoria.
A mitjan juny de 2013 va començar a entrenar l'FC Sheriff Tiraspol, guanyador de la 1ra divisió Moldava, amb el qual va aixecar el seu primer títol: la Supercopa Moldava. Amb aquest equip també va aconseguir un històric 0-5 en el camp del Sutjeska que va portar els moldaus per primera vegada a disputar la tercera ronda de prèvia de la Champions League. Amb la victòria enfront del FC Vojvodina va aconseguir que el Sheriff entrés, per 2a vegada en la seva història, a la Lliga Europa de la UEFA (grup K). En el grup van jugar contra Tottenham, Anzhi i Tromsø, quedant classificats en tercer lloc, amb 6 punts, a 2 punts de passar a la següent fase. El 13 de desembre de 2013 abandona el club.  Arxivat 2021-07-22 a Wayback Machine.
Fa anys que col·labora amb esportistes d'elit en el Centre d'Alt Rendiment de Sant Cugat. Expert a aplicar noves tecnologies d'entrenament a l'esport (Smartcoach, Chronojump, Soccer Playbook & Eric 2.0), en la seva trajectòria ha treballat com a entrenador, analista, coaching staff i preparador físic a Espanya, Itàlia, el Regne Unit i Canadà, en clubs com l'Arsenal FC i Brighton & Hove, i amb jugadors de la talla de Cesc Fàbregas, Robin Van Persie, Àngel Rangel, Ilie Sánchez i Sergi Gómez, entre d'altres.
El juliol de 2014 fitxa per l'Ergotelis, de la segona divisió grega, però després dels dos primers partits de lliga, és cessat del seu càrrec.
En 2015 la Cultural i Deportiva Lleonesa comunica la seva contractació com a nou entrenador de la primera plantilla per a la temporada 2015-2016. Va acabar la temporada en el lloc 7/20.
En el 2017, el Linares Deportivo va confiar en Ferrando per a les últimes jornades de lliga 2016/17, encara que el tècnic poc va poder fer per evitar el descens de l'equip en tenir poques jornades per davant. La confiança de la directiva es va ratificar quan al final de la lliga va tornar a comptar amb Ferrando, aquesta vegada com a mànager de l'entitat. No obstant això, poc després l'entrenador va presentar la seva dimissió per desacords a la planificació esportiva i deixant un bon gust de boca entre la major part de l'afició de Linares.
L'estiu de 2017, va marxar a Grècia per agafar les regnes del Volos NFC en la Tercera Divisió grega i en només dos anys va aconseguir pujar-lo a la primera Divisió Grega (Superlliga grega) amb pràcticament la mateixa plantilla. 
Al desembre de 2019, va haver de tornar a Espanya per motius de salut i estar gairebé 2 mesos de baixa per culpa d'un bacteri que li va afectar la visió. Finalment, al gener de 2020 dimiteix com a entrenador del Volos NFC i el quadre grec incorpora per a la seva banqueta el tècnic espanyol Alberto Gallego Laencuentra, qui es mantindria en el lloc per només 2 mesos.
El 30 de maig de 2020, en plena crisi del coronavirus, l'FC Goa, equip de la Superlliga Índia, anuncia la contractació de Ferrando com a entrenador per a la següent temporada i la seva participació en la fase de grups de la Champions League Asiàtica.